# Таганово (Новосибирская область)
Таганово — деревня в Куйбышевском районе Новосибирской области. Входит в состав Новоичинского сельсовета.

## География
Площадь деревни — 22 гектара.

## Население
| 2002 | 2007 | 2010 |
| ---- | ---- | ---- |
| 54   | ↘51  | ↘26  |

## Инфраструктура
В деревне по данным на 2007 год отсутствует социальная инфраструктура.